# Маніфольдний підводний центр
Центр підводний маніфольдний (рос. подводный манифольдный центр; англ. underwater manifold center; нім. Unterwassermanifoldzentrum n) — маніфольд, що поєднує викидні лінії з кількох підводних експлуатаційних свердловин, являє собою частину підводної експлуатаційної системи і може підключатися до стаціонарної чи плавучої платформи.